# Boadilla del Camino (kommunhuvudort)
Boadilla del Camino är en kommunhuvudort i Spanien.   Den ligger i provinsen Provincia de Palencia och regionen Kastilien och Leon, i den norra delen av landet, 210 km norr om huvudstaden Madrid. Boadilla del Camino ligger 783 meter över havet och antalet invånare är 160.
Terrängen runt Boadilla del Camino är platt. Runt Boadilla del Camino är det glesbefolkat, med 9 invånare per kvadratkilometer. Närmaste större samhälle är Frómista, 5,0 km väster om Boadilla del Camino. Trakten runt Boadilla del Camino består till största delen av jordbruksmark.